# دتلین دیمیتروف
دتلین دیمیتروف (بلغاری: Детелин Димитров؛ زادهٔ ۱۷ ژانویهٔ ۱۹۸۳) بازیکن فوتبال اهل بلغارستان است.